# Lucy Diakovska

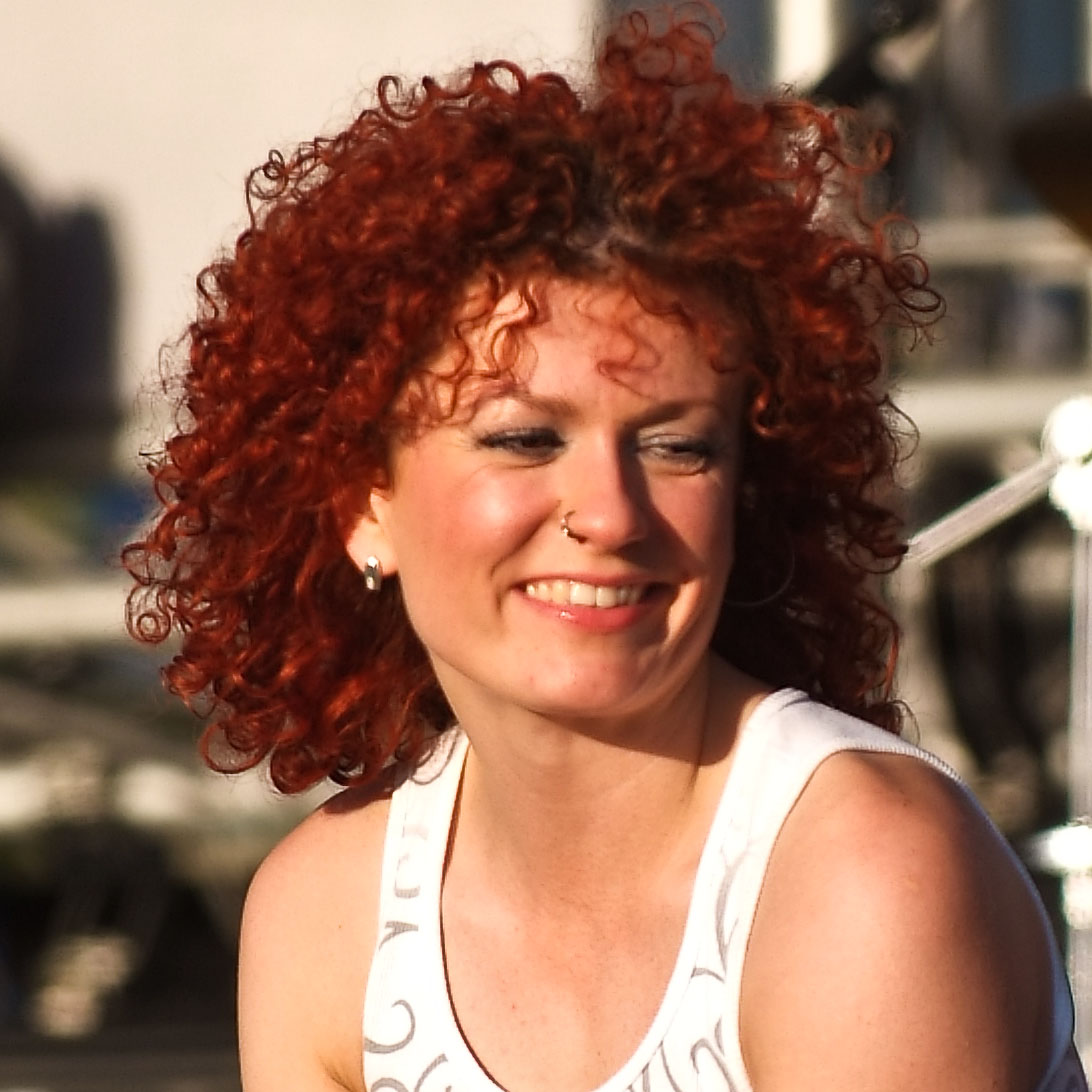
Lucy Diakovska im Juni 2008 auf der Kieler Woche

Lucy Diakovska, eigentlich bulgarisch Людмила Любомирова Дяковска Ljudmila Ljubomirowa Djakowska (* 2. April 1976 in Plewen, Bulgarien), auch Lucy Diakowska geschrieben und zeitweise als Lucylicious aufgetreten, ist eine deutsch-bulgarische Pop- und Musicalsängerin. Sie ist Mitglied der deutschen Girlgroup No Angels. Sie erreichte am 5. Februar 2024 in der 17. Staffel der Fernsehsendung Ich bin ein Star – Holt mich hier raus! den ersten Platz.

## Leben
Lucy Diakovska ist das älteste Kind des bulgarischen Opernsängers Ljubomir Djakowski (* 1950) und der Konzertpianistin Rossiza Djakowska (1953 –2020). Ihr Großvater war Ivan Valev, ein bulgarischer Dichter und Komponist für Volkslieder (1928–2010). Ihr jüngerer Bruder Alexander Djakowski (* 1983) ist ehemaliger Basketballspieler und heutiger Trainer des BC Spartak Plewen.
Diakovska stand bereits im Alter von sechs Jahren das erste Mal auf einer Bühne. Nach ihrem Abitur im Jahr 1995 zog Diakovska mit lediglich 500 DM und kaum Kenntnissen der deutschen Sprache von Plewen nach Hamburg. Dort besuchte sie die Stage School of Music, Dance and Drama. Sie erhielt während der Ausbildung im Juni 1997 ein festes Engagement im Musical Buddy und verließ die Schule nach fünf Semestern.
Im Jahr 2021 pachtete Diakovska ein Vier-Sterne-Hotel mit 72 Zimmern, Restaurants und einem Pool im Naturpark Kaylaka in Bulgarien, half bei der Renovierung und eröffnete es im Frühsommer desselben Jahres mit großem wirtschaftlichem Erfolg. Für die Leitung des Hotelrestaurants konnte Diakovska den deutsch-bulgarischen Koch André Tokev gewinnen, der auch eine eigene Kochshow im bulgarischen Fernsehen hat. Im Dezember 2022 folgte die Eröffnung der hoteleigenen Bar Chertoga.
Diakovska pflegt einen offenen Umgang mit der eigenen Homosexualität, die sie laut eigener Aussage nie in den Mittelpunkt rücke, sondern als selbstverständlichen Teil ihrer Persönlichkeit darstelle. In Bulgarien ist sie als eine der wenigen offen homosexuell lebenden Personen in der Öffentlichkeit die bekannteste homosexuelle Frau des Landes. Aufgrund ihres selbstverständlichen Umgangs mit ihrer Sexualität sieht sie sich in Bulgarien Anfeindungen ausgesetzt.

## Künstlerischer Werdegang in Deutschland

### Musikkarriere

#### No Angels

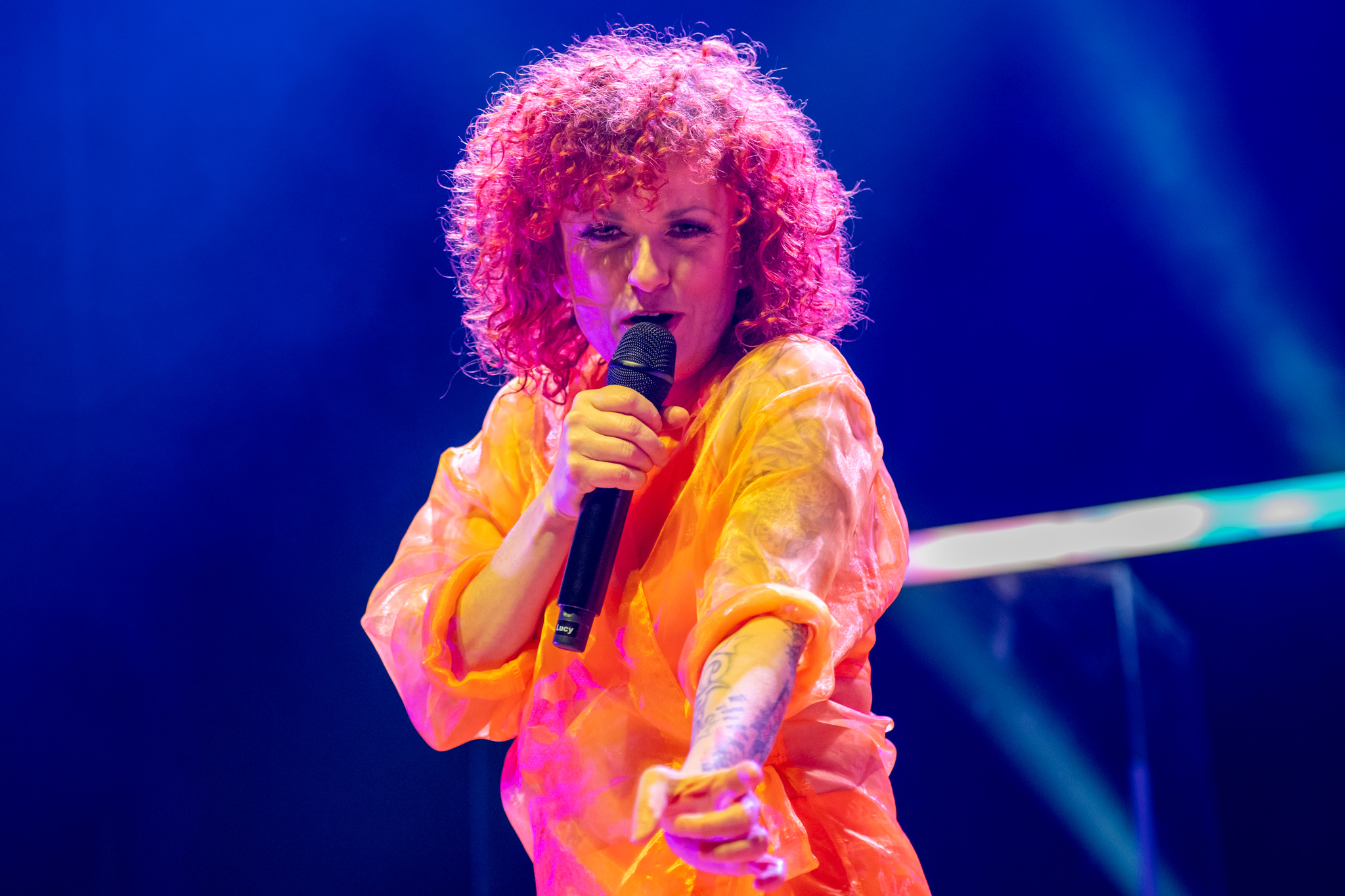
Lucy Diakovska während der No Angels-Celebration-Tour (2022)

Im Jahr 2000 bewarb sich Diakovska als eine von über 4.500 Kandidatinnen bei der ersten Staffel des von RTL II ausgestrahlten Gesangwettbewerbs Popstars. Beim Vorsingen in Hamburg sang sie den Titel River Deep – Mountain High von Ike & Tina Turner. Sie durchlief das Vorsingen, den Recall und den nachfolgenden Tanz- und Gesangsworkshop auf Mallorca. Im Anschluss wurde sie gemeinsam mit Nadja Benaissa, Sandy Mölling, Vanessa Petruo und Jessica Wahls als Mitglied der Girlgroup No Angels ausgewählt.
Die No Angels lösten sich Ende des Jahres 2003 mit Erscheinen von The Best of No Angels auf. Anfang 2007 starteten die No Angels auf Initiative von Diakovska mit dem Album Destiny ein Comeback. Nachdem Benaissa die Band im Jahr 2010 nach Veröffentlichung des Albums Welcome to the Dance verließ und sich die verbliebenen Mitglieder wieder auf ihre Solokarrieren konzentrierten, gab Diakovska im Juni 2014 bekannt, dass sich die Band getrennt hat. Zum 20-jährigen Bandjubiläum veröffentlichten die No Angels im Juni 2021 ihr neues Album 20.
Mit über fünf Millionen verkauften Tonträgern, vier Nummer-eins-Hits in den deutschen Singlecharts und vier Nummer-eins-Alben in den deutschen Albumcharts, vier absolvierten Tourneen und mehr als 20 Musikpreisen sind die No Angels die meistverkaufte deutsche Girlgroup aller Zeiten und die erfolgreichste Girlgroup Kontinentaleuropas. Diakovska zeigt sich für die Songs Funky Dance, Shut Your Mouth, Stay, One Life und Too Old als Songschreiberin mitverantwortlich. Den Song Confession hat sie alleine geschrieben und zusätzlich mitproduziert.

#### Solokarriere

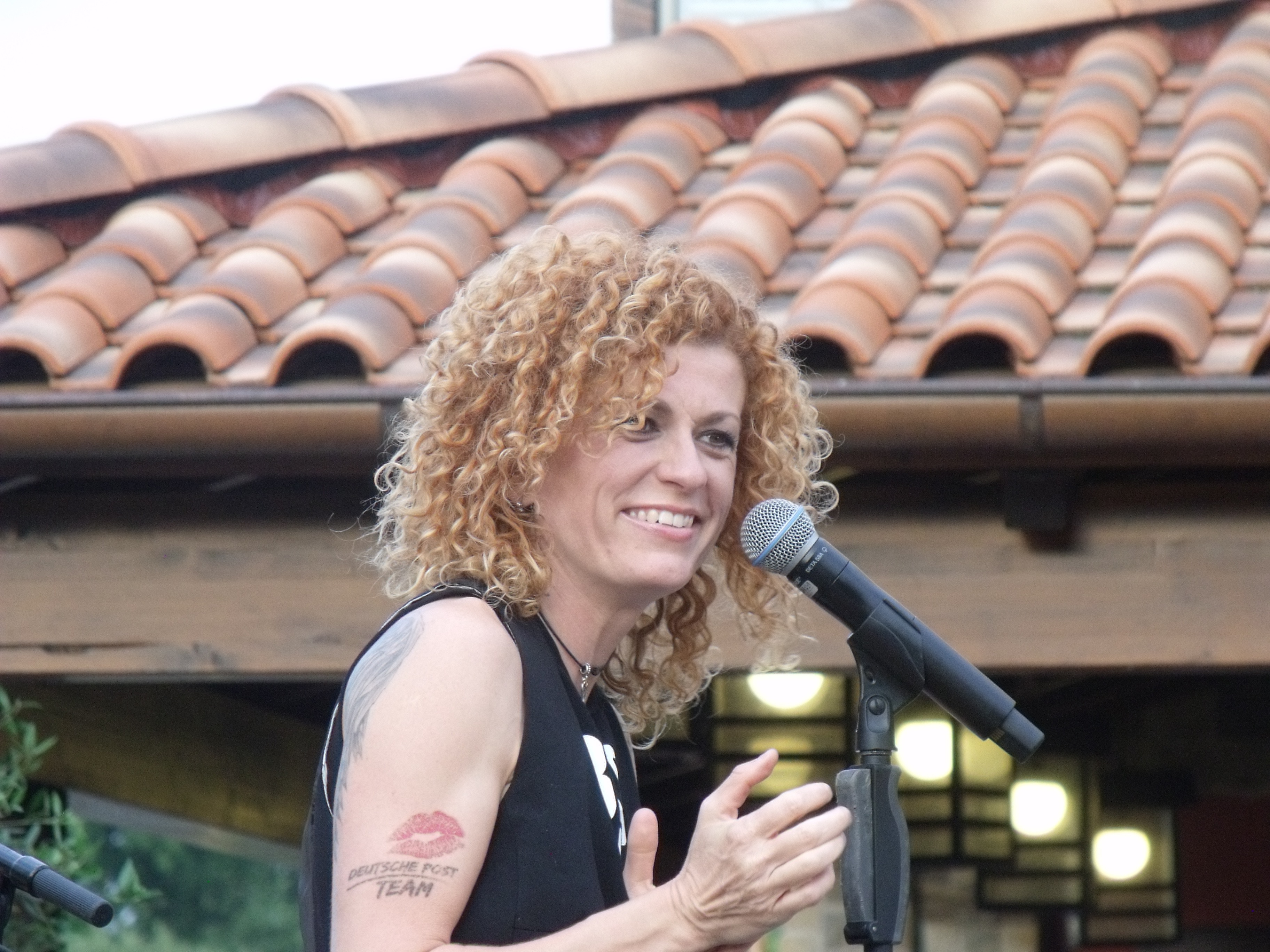
Lucy Diakovska bei der Summer Party-Tour in der Finca Bar Celona in Oldenburg (2015)

Im Sommer 2004 gründete Diakovska ihr eigenes Label Schmanky Records. Im September 2004 veröffentlichte sie darüber ihre selbstgeschriebene Solosingle Where, den Titelsong zum Kinofilm Zwei Brüder. Im November veröffentlichte sie gemeinsam mit der bulgarischen Band Ku-Ku-Band den Song The Wish auf dem Sampler Your Stars for Christmas. The Wish war ursprünglich ein bulgarisches Volkslied aus der Feder von Diakovskas Großvater. Diakovska schrieb einen englischen Text für The Wish und arrangierte und produzierte das Lied neu. Im Jahr 2005 folgte unter dem Pseudonym Lucylicious ihre zweite Solosingle The Other Side. Das gleichnamige und zum größten Teil von ihr selbstgeschriebene und gemeinsam mit Stephan Ullmann produzierte Album erschien am 5. September 2005. Das Album erreichte den 84. Platz der deutschen Albumcharts. Der Song Misunderstood wurde am 12. Dezember 2005 als Download-Single veröffentlicht.
2007 erschien eine Coverversion des Songs I hate that I love you von Luciano Pavarotti und Céline Dion als Duett von Diakovska mit ihrem Vater Ljubomir Djakowski auf dessen Album The Power of Love. 2009 sang Diakovska zum DVD- und Blu-ray-Start des Disney-Films Schneewittchen und die sieben Zwerge den Klassiker Some Day My Prince Will Come in der deutschsprachigen Version Ich wart’ auf dich, mein Prinz als Titellied ein. Im Jahr 2010 nahm sie für den Soundtrack der deutschen Jugendfilm-Komödie Hanni & Nanni den Song High on Life auf.
Im August 2011 absolvierte sie ihre erste eigene Tour unter dem Namen Summer Rocks und spielte an 14 Abenden in den Filialen der Bar Cafe & Bar Celona in ganz Deutschland. Im selben Jahr veröffentlichte sie auf einem eigens eingerichteten YouTube-Kanal Demoversionen von acht deutschsprachigen Chansons unter dem Namen Frauenherz, die sie u. a. gemeinsam mit Alex Geringas und Stephan Ullmann schrieb und produzierte. Sie stellte die Songs auf einigen Konzerten, z. B. beim Dresdner Kirchentag, vor. Eine kommerzielle Veröffentlichung wurde nicht realisiert.
Im Januar 2015 veröffentlichte sie den Song Ja lublu tebja heißt Ich liebe dich, den sie zuvor in der Show Das Fest der Besten vorgestellt hatte. Im selben Jahr tourte sie gemeinsam mit Florian Silbereisen, Voxxclub und DJ Ötzi vier Monate lang mit der Tour Das Fest der Feste 2015 – Die Party geht weiter durch Deutschland und Österreich. Im Juli 2015 begann ihre zweite eigene Tour, die Summer Disco Tour, mit 19 Auftritten in Filialen der Bar Cafe & Bar Celona in ganz Deutschland. Anlässlich der Veranstaltungsreihe Deutsche Post Ladies Run der Deutschen Post AG veröffentlichte Diakovska 2016 den Song Laufen durch die Stadt.
Im Februar 2022 erschien eine Coverversion des Rosenstolz-Songs Liebe ist alles von Diakovska gemeinsam mit Marcella Rockefeller. Produziert wurde der Song von Peter Plate, Ulf Leo Sommer und Joshua Lange als BANGERZ. In der Veröffentlichungswoche erreichte der von Kritikern gelobte Song Platz eins der iTunes Schlagercharts. Ende Mai erschien der Song Wer war nochmal Anika? auf der Deluxe Edition des Soundtracks zum Musical Ku’damm 56 – Das Musical. Mitte März 2025 erschien der Song Ich bin wie Du als Cover mit Marianne Rosenberg auf deren Album Bunter Planet.

### Musicalkarriere
Von 1997 bis 2000 war Diakovska im Musical Buddy zu sehen. Ab Anfang 2004 trat sie sowohl im Musical Jekyll & Hyde als auch in einem Gastspiel in Cats auf. Von Dezember 2008 bis Januar 2009 war Diakovska in dem Musical Die 13½ Leben des Käpt’n Blaubär in der Rolle der Fredda zu sehen. Von November 2014 bis Januar 2015 spielte sie die gute Fee Jolanda in Cinderella – das märchenhafte Popmusical. Vom 19. Juni bis zum 12. Juli 2015 spielte sie bei der Inszenierung von The Rocky Horror Show auf dem Magdeburger Domplatz die Rolle der Magenta. Im Oktober 2019 spielte sie am Kammertheater Karlsruhe sowie in Essen erstmals die Rolle der Wanda in der Karaoke-Komödie Tussipark. Seither übernahm Diakovska die Rolle in über 100 Vorstellungen: Im Oktober 2020 in Dresden, im Frühjahr 2022 erneut am Kammertheater Karlsruhe und im Sommer 2024 und 2025 wieder in Dresden.

### Arbeit beim Fernsehen
Schauspiel, Moderation und Jurytätigkeiten
2004 war Diakovska mit den No Angels in Der Wixxer zu sehen. 2010 spielte Diakovska für zwei Folgen eine Gastrolle in der Serie Marienhof. 2011 feierte das Mini-Musical Irgendwo in Berlin von Rosenstolz als Kurzfilm Premiere, in dem Diakovska die Rolle der Mona spielt. Ebenfalls 2011 moderierte sie für den Privatsender Motorvision TV die Sendung Tuning – Tiefer geht’s nicht. 2008 war sie Mitglied der Jury von Starmania. Sie war ebenfalls festes Jurymitglied in der Karaoke-Show Shibuya von VIVA. 2012 bildete sie zusammen mit Ross Antony, Senna Guemmour und Detlef Soost die Jury der 10. Staffel von Popstars.
Wettbewerbshows
Am 16. Dezember 2004 fand in der Olympia-Schwimmhalle in München der erste von Stefan Raab veranstaltete Spaß-Wettbewerb im Turmspringen statt, den Diakovska in der Einzelkonkurrenz gewann. 2005, 2010, 2011, 2012, 2013 und 2014 nahm sie auch an der Wok-WM teil, bei der sie 2011 die Bronze-, 2012 und 2013 die Silbermedaille gewann. 2010 gewann sie die 1500-cm³-Klasse der TV total Stock Car Crash Challenge. Sie ist die einzige Frau, die bei dieser Veranstaltung einen Preis gewann. 2006 und 2010 nahm Diakovska an der Kochshow Das perfekte Promi-Dinner teil. Im Oktober und November 2006 nahm sie an der Show Stars auf Eis auf ProSieben teil. Ihr Partner war Silvio Smalun, mit dem sie im Finale den dritten Platz belegte. Im April 2012 nahm sie an der Talent-Gameshow The Winner Is … teil, bei der sie gegen Dante Thomas ausschied. Vom 13. September bis zum 22. September 2013 trat sie in der Fernsehshow Promi Big Brother auf Sat.1 als Kandidatin auf. Im selben Jahr war sie Teilnehmerin in der Show Promi Shopping Queen zum Motto Sexy Po! Rücke dein Hinterteil ins Rampenlicht!. Im Juli 2019 nahm sie im Oktopuskostüm an der ersten Staffel der ProSieben-Sendung The Masked Singer teil. Im Jahr 2021 war sie im Team Klaas von Das Duell um die Welt und gewann ihre Herausforderung. Im Januar und Februar 2024 nahm sie als Kandidatin an der 17. Staffel von Ich bin ein Star – Holt mich hier raus! teil und gewann nach Zuschauervoting im Finale gegen Leyla Lahouar und Twenty4tim. Das Nachrichtenportal T-Online beschreibt ihren Gewinn der Show als „Triumph des Guten“. Focus bezeichnete sie als „Kämpfernatur“, Tilman Rammstedt schrieb für Stern, Diakovska strotze „vor Mut, Energie und Ehrgeiz“ und ZEIT beschrieb, während der Prüfungen „loderte der pure Wille in ihren Augen“. Im Juli 2024 gewann Diakovska gemeinsam mit Ross Antony die RTL-Sendung Das große GEO Quiz. im Januar 2025 wurde sie Zweitplatzierte in der RTL-Show Eltons 12.
Weiteres
Diakovska war 2012 bei Hart aber fair zum Thema Papa, Papa, Kind: Homo-Ehe ohne Grenzen? zu Gast. Im Jahr 2013 war sie zum Thema Deutschland, wir kommen! Aber welche Flüchtlinge sollen bleiben? erneut bei Hart aber fair. Im selben Jahr war sie zu Gast bei Menschen bei Maischberger zum Thema Die Armutseinwanderer: Ist Deutschland überfordert? und bei Talk im Hangar-7 Streitfall Schwule – Was dürfen Homosexuelle? auf Servus TV. 2024 hatte sie einen Gastauftritt in der Sendung Lass dich überwachen! von Jan Böhmermann im ZDF.

## Künstlerischer Werdegang in Bulgarien
2007 war Diakovska Jurymitglied in der zweiten Staffel der Show Music Idol, der bulgarischen Version von Deutschland sucht den Superstar. Gemeinsam mit den No Angels trat sie im Mai 2008 mit den Songs Disappear und A Reason in der Show auf. Einige Tage später erhielt die Band beim Eurovision Song Contest 2008 die Höchstpunktzahl von zwölf Punkten aus Bulgarien. Von September bis Oktober 2012 wirkte Diakovska für 47 Tage als Kandidatin bei der bulgarischen VIP-Version von Big Brother mit, bei der auch ihre damalige Lebensgefährtin Kamelia Veselinova einzog.
Ab Herbst 2015 war Diakovska als Jurymitglied der Castingshow X-Factor Bulgaria zu sehen. Diakovska war Mentorin der Gruppen und Duette. Die von ihr betreute Girlgroup A.V.A. erreichte Platz vier. Im Anschluss war die Gruppe gemeinsam mit Diakovska und dem Pleven Philharmonic Orchestra ab Februar 2016 auf Tour und spielte 40 Konzerte unter dem Titel Musical Night. Die Zusammenarbeit zwischen Diakovska und A.V.A. wurde als Musikprojekt des Jahres 2016 beim nationalen Musikpreis des bulgarischen Radiosenders Horizon nominiert. 2017 ging Diakovska erneut mit dem Pleven Philharmonic Orchestra auf Tour unter dem Titel Walk on Broadway. Im Fokus standen Songs aus Musicals der 1950er und 60er Jahre. Begleitet wurde die Tour von einer Ballettgruppe. Die beiden Tourneen mit dem Philharmonieorchester Plewen wurden von mehr als 15.000 Zuschauern besucht. Seither gibt Diakovska jährlich mehrere Konzerte in verschiedenen Städten Bulgariens unter dem Titel A Musical Evening, bei denen sie Songs aus verschiedenen Musicals singt. 2017 war Diakovska außerdem Teilnehmerin in der bulgarischen Version der Show Your Face Sounds Familiar und in der Show Peesh ili luzhesh, der bulgarischen Version von I Can See Your Voice.
Im Frühjahr 2018 ging Diakovska mit einer Liveband auf Disco Queen Tour. 2019 spielte sie die Hauptrolle in der Oper María de Buenos Aires in Plowdiw. Sie organisierte im Mai desselben Jahres zwei Konzerte unter dem Titel The Best of Andrew Lloyd Webber mit weiteren Musicalsängern aus Deutschland, Norwegen und Italien sowie 120 Chor- und Orchestermusikern. 2020 arbeitete Diakovska als Produzentin und künstlerische Leiterin des Musicals Rent. Zwischen 2018 und 2022 trat sie jährlich – mit Ausnahme im Jahr 2020 – mit dem Sofia Philharmonic Orchestra für Weihnachtskonzerte unter dem Titel Ave Maria auf. 2022 kehrte sie in der Hauptrolle in María de Buenos Aires auf die Opernbühne in Plowdiw zurück. Ebenfalls 2022 wurde sie bei den Worthy Bulgarians-Awards der Zeitung 24 Tschasa als Bemerkenswerte Bulgarin (Достойните българи) für ihre außergewöhnlichen Taten für Bulgarien ausgezeichnet.
Im Februar 2023 war Diakovska Teilnehmerin einer dreiteiligen Sonderstaffel der Fernsehshow Your Face Sounds Familiar. In dieser sammelte sie mit weiteren sieben Prominenten Spenden für UNICEF. Ab Frühsommer des Jahres ging sie gemeinsam mit Sängerin Militsa Ivanova Gladnishka und dem Philharmonieorchester der Stadt Plewen auf Tour durch über ein Dutzend Städte Bulgariens unter dem Titel ABBA Symphony. Die Tour wurde ab Mitte Februar bis Ende Juni 2024 sowie im Mai und Juni 2025 mit weiteren Konzerten fortgesetzt.
Diakovska zählt zu den erfolgreichsten und bekanntesten Musikerinnen Bulgariens.

## Soziales Engagement
Ehrenamtliches Engagement
2007 engagierte sich Diakovska für die Hilfsorganisation Welthungerhilfe. Im Jahr 2009 war Diakovska Teil der Kampagne Ich habe AIDS... nicht vergessen! des Vereins Vergiss Aids nicht e. V. Seit Sommer 2014 engagiert sich Diakovska für den Deutsche Post Ladies Run der Deutschen Post AG. Im Sommer 2020 gründete Diakovska die Stiftung I am Kaylaka, die sich um den Erhalt des Naturparks Kaylaka in Bulgarien einsetzt. Im Jahr 2021 war sie Teil der Kampagne Ja zum Impfen (“Да на ваксинацията”) der bulgarischen Stadt Plewen und rief die Bevölkerung zur Impfung gegen COVID-19 auf. Seit 2022 unterstützt sie die Initiative Bulgaria Wants You, die über Karrieremöglichkeiten in Bulgarien informiert und sich an Bulgaren im In- und Ausland richtet. Im Rahmen der Fernsehshow Your Face Sounds Familiar sammelte Diakovska im Februar 2023 Spenden für UNICEF. In der bulgarischen Stadt Plewen setzte sie sich im August 2023 gemeinsam mit der dortigen Regionalgouverneurin Violeta Ieremieva bei einem Protest gegen Gewalt gegenüber Frauen unter dem Motto Nein zu Gewalt („Не на насилието!“) ein. Im Dezember 2023 unterstützte Diakovska die jährliche Fernsehshow Bulgarische Weihnachten, bei der Spenden für wohltätige Zwecke gesammelt wurden. Im Jahr 2025 war sie nach 16 Jahren erneut Teil der Ich habe AIDS... nicht vergessen-Kampagne.
Engagement für die LGBTQIA*-Community
Diakovska tritt seit Beginn der Arbeit mit den No Angels für die Repräsentation und Sichtbarkeit von Mitgliedern der LGBTQIA*-Community in der deutschen und bulgarischen Gesellschaft und Medienlandschaft ein. Sie trat z. B. auf dem Frauenfestival L-Beach und verschiedenen Christopher-Street-Days in Deutschland auf, engagiert sich im Kampf gegen Aids und war Botschafterin in der Kampagne des Lesben- und Schwulenverbandes Berlin-Brandenburg (LSVD), die für Respekt gegenüber queeren Menschen wirbt. In einer von der Universität Potsdam mitherausgegebenen Handreichung zum Thema geschlechtliche Identität und sexuelle Orientierung wird Diakovska als ein Beispiel geführt, mit dem queere Lebensweisen in Schule und Unterricht thematisiert werden können. Seit 2019 ist sie Mentorin im Bereich Musik für die bulgarische Stiftung Single Step, die sich für die jugendliche LGBTQIA*-Community in Bulgarien einsetzt. Im Videoclip der Single Still in Love with You der No Angels ist Diakovska erstmals in der Geschichte der Band in Tanz- und Liebesszenen mit einer Frau und nicht mit einem Mann zu sehen. Das L-Mag kürte den Clip als eines der zehn besten queeren Videos von lesbischen und bisexuellen Künstlerinnen des Jahres 2021. 2022 und 2023 trat Diakovska beim Berliner Benefizkonzert Gemeinsambunt auf, um sich gegen Hasskriminalität und für sexuelle Vielfalt einzusetzen.

## Trivia
- 2013 wurde die Fitness-DVD Full Body Workout veröffentlicht, in der Diakovska Übungen für ein eineinhalbstündiges Ganzkörpertraining anleitet.[77]
- 2024 war Diakovska bei Google eine der zehn meist gesuchten Persönlichkeiten aus Deutschland.[78]
- 2025 war Diakovska eine von fünf Prominenten, die in der Kampagne Woche der Vielfalt von RTL auf positive Aspekte des Themas Diversität aufmerksam machen.[79]
- 2025 benannte die größte deutsche Winzergenossenschaft Moselland eG ein neues weinhaltiges Getränk nach Diakovska.[80]

## Diskografie
Studioalben

| Jahr | Titel Musiklabel                | Höchstplatzierung, Gesamtwochen, AuszeichnungChartplatzierungen (Jahr, Titel, Musiklabel, Platzierungen, Wochen, Auszeichnungen, Anmerkungen) | Höchstplatzierung, Gesamtwochen, AuszeichnungChartplatzierungen (Jahr, Titel, Musiklabel, Platzierungen, Wochen, Auszeichnungen, Anmerkungen) | Höchstplatzierung, Gesamtwochen, AuszeichnungChartplatzierungen (Jahr, Titel, Musiklabel, Platzierungen, Wochen, Auszeichnungen, Anmerkungen) | Anmerkungen                                              |
| Jahr | Titel Musiklabel                | DE | AT | CH | Anmerkungen                                              |
| ---- | ------------------------------- | --- | --- | --- | -------------------------------------------------------- |
| 2005 | The Other Side Edel Music (ERE) | DE84 (1 Wo.)DE | — | — | Erstveröffentlichung: 5. September 2005 als Lucy Licious |

## Tourneen
Deutschland und Österreich
- 2011: Summer Rocks (durch die Filialen der Bar Cafe & Bar Celona)
- 2015: Das Fest der Feste 2015 – Die Party geht weiter
- 2015: Summer Party (durch die Filialen der Bar Cafe & Bar Celona)

Bulgarien
- 2016: Musical Night Tour (mit A.V.A.)
- 2017: Walk on Broadway
- 2018: Disco Queen Tour
- 2018–2019, 2021–2022: Ave Maria
- 2023–2024, 2025: ABBA Symphony

## Musicals
Deutschland
- 1997–2000: Buddy
- 2004: Jekyll & Hyde
- 2004: Cats

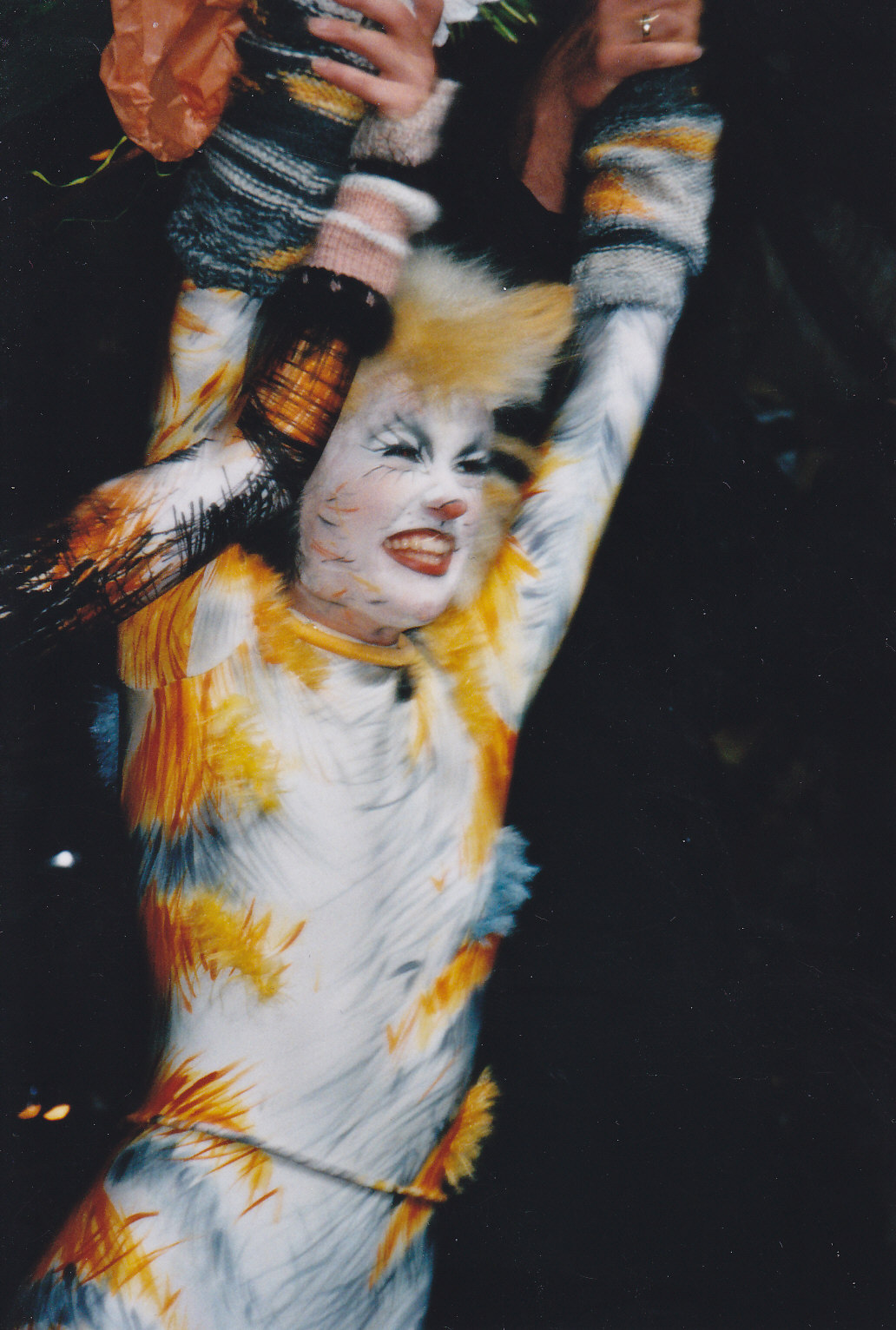
Lucy Diakovska im Musical Cats

- 2008–2009: Die 13½ Leben des Käpt’n Blaubär
- 2014–2015: Cinderella – das märchenhafte Popmusical
- 2015: The Rocky Horror Show

Bulgarien
- 2019, 2022: María de Buenos Aires

## Theater
- 2019–2020, 2022, 2024–2025: Tussipark, Kammertheater Essen, Comödie Dresden, Kammertheater Karlsruhe

## Filmografie
Schauspiel
- 2004: Der Wixxer (mit den No Angels)
- 2010: Marienhof (zwei Folgen)
- 2011: Irgendwo in Berlin (Irgendwo in Berlin – Das Mini-Musical der Band Rosenstolz, Kurzfilm)

Moderation
- 2011: Tuning – Tiefer geht’s nicht, Motorvision TV

Jurytätigkeiten
- 2005–2007: Shibuya
- 2007: Music Idol (Bulgarien)
- 2008: Starmania (Österreich)
- 2012: Popstars
- 2015: X-Factor (Bulgarien)

Reality-TV-Shows
- 2013: Promi Big Brother (Sat1)
- 2024: Ich bin ein Star – Holt mich hier raus! (RTL) (Gewinnerin)

Weiteres
- 2013: Full Body Workout – Ganzkörper Training mit Lucy Diakovska

## Auszeichnungen
- 2022: Worthy Bulgarians Award von 24 Tschasa: Bemerkenswerte Bulgarin (Достойните българи)[57]